# فاکتور ده
فاکتور ده انعقاد خون (فاکتورX) یا فاکتور Stuart-Prower ، پروتئینی است که در انعقاد خون نقش دارد. این پروتئین مانند برخی از سایر عوامل انعقاد خون یک آنزیم سرین اندوپپتیداز است. نبود این عامل موجب هموفیلی B میشود.
داروی زالربان(ریوارروکسابان) در رده بندی جدید FDA گیرنده اختصاصی فاکتور X برای درمان ترومبوز وریدی معرفی شده .

## ساختار
فاکتور ده انسانی در کبد به عنوان یک مولکول پیش ساز سنتز می‌گردد و جهت ساخت به ویتامین K وابسته است.

## مسیر مشترک انعقاد خون
در مسیر داخلی انعقاد خون کمپلکسی از فاکتورهای VIII و IX در ارتباط با ca++ و فسفولیپید پلاکتی سرانجام باعث فعال شدن فاکتور x میگردد.در مسیر خارجی کمپلکس فاکتور هفت و فاکتور بافتی موجب فعال شدن فاکتور X می گردند. (مسیر داخلی و خارجی) پس از تبدیل فاکتور X به فاکتور Xa هر دو مسیر در یک مسیر مشترک قرار می گیرند.در ادامه فاکتورXa به کمک کوفاکتور Xa در حضور یون ca++ ،PF3 باعث تبدیل پروترومبین به ترومبین میشود و ترومبین باعث تبدیل فیبرینوژن به فیبرین میگردد.

The coagulation cascade.